# Zuolong
Zuolong byl rod dravého dinosaura (teropoda) ze skupiny Coelurosauria. Žil v období počínající pozdní jury (geologický věk oxford), asi před 160 miliony let.

## Historie
Fosilie tohoto dinosaura byly objeveny na území Číny (autonomní oblast Sin-ťiang, geologické souvrství Š'-šu-kou). Jde o jednoho z nejkompletněji zachovaných bazálních célurosaurů. Typový druh Z. salleei byl popsán týmem amerických a čínských vědců v roce 2010. Blízce příbuzným rodem byl brazilský Aratasaurus, který je zároveň sesterským taxonem zuolonga.

## Rozměry
Zuolong byl menším teropodem, který dosahoval délky přibližně 3 metry a hmotnosti zhruba 60 nebo 88 kilogramů.